# Mandarín jianghuai
El mandarín del Bajo Yangtzé (Xiajiang), también llamado mandarín Jiang-Huai por el río Yangtze (Jiang) y el río Huai, es uno de los subgrupos dialectales más divergentes del chino mandarín, con similitudes con otros dialectos vecinos: el wu, el hui y el gan. Su dialecto más representativo es el nankinés, hablado en la antigua capital de China de Nankín. Otro dialecto Jiang-Huai representativo es el que se habla en la cercana Yangzhou. 

## Localización y características
El mandarín Jianghuai es hablado por 67 millones de personas. Algunas características del Jianghuai incluyen la retención de las paradas de la sílaba final del Chino Medio.
El diccionario Chino Portugués escrito por misioneros durante la dinastía Ming categorizaba varios dialectos del Jianghuai con finales redondeadas. Las variantes del Este y el Sur contienen estas finales redondeadas, el dialecto Nanjing, por su parte, está localizado en otro grupo.
El mandarín del Bajo Yangtze se habla en partes de las provincias de Anhui y Hubei al Norte del Yangtze, así como en algunas áreas de Jiangsu Norte del río, mayoritariamente notable en la antigua capital de Nankín, así como en Jiujiang en la provincia de Jiangxi. Es uno de los pocos dialectos del mandarín que retiene el tono de entrada  (ru sheng 入聲) del Chino medio (como una Oclusiva glotal final) como el Jin, y por esta retención del tono de entrada el Jianghuai se compara con sus vecinos no mandarines del sur. El tensado de la rusheng se considera una característica única del Jianghuai que lo diferencia de otros dialectos del mandarín. Se ha perdido en gran parte inicial n, reemplazándola con l.
Algunos dialectos Jianghuai tienen cinco tonos debido a la preservación del tono rù del chino medio, más que cuatro tonos de mandarín estándar que perdió el tono rù.
En Jianghuai, verbos que significan "para compartir, para reunir, mezclar, para acompañar" dio lugar a los marcadores de eliminación que significan "y con" similar a 跟 gen.
La Provincia de Jiangsu contiene la frontera en la que el Jianghuai y el norte de mandarín se dividen.
Jianghuai mandarín comparte algunas características con la dinastía Ming del mandarín Sur.
La ópera de Pekín tiene su inicio en partes de Anhui y Hubei que hablaban este dialecto.

## Lecturas literarias y coloquiales
La existencia de una lectura literaria y otra coloquial (文白异读), es una característica peculiar del mandarín de Jianghuai.
| Ejemplo | Lectura coloquial | Lectura literaria | Significado | Pronunciación en mandarín estándar |
| ------- | ----------------- | ----------------- | ----------- | ---------------------------------- |
| 斜      | tɕia              | tɕiɪ              | oblicuo     | ɕiɛ                                |
| 摘      | tiɪʔ              | tsəʔ              | recoger     | tʂai                               |
| 去      | kʰɪ               | tɕʰy              | ir          | tɕʰy                               |
| 锯      | ka                | tɕy               | cortar      | tɕy                                |
| 下      | xa                | ɕia               | abajo       | ɕia                                |
| 横      | xoŋ               | xən               | a través    | xəŋ                                |
| 严      | æ̃                 | iɪ̃                | estricto    | ian                                |
| 挂      | kʰuɛ              | kua               | caída       | kua                                |
| 蹲      | sən               | tən               | agacharse   | tuən                               |
| 虹      | kaŋ               | xoŋ               | arco iris   | xoŋ                                |

## Parentesco con otros dialectos
El lingüista Cheng evaluó el grado de cercanía entre dialectos utilizando coeficientes de correlación de Pearson. El resultado fue que los dialectos orientales del "clúster" Jianghuai se correlacionaban mejor con los dialectos Xiang y Gan cuando se utiliza una lista de 35 palabras. Mientras los dialectos septentrionales y meridionales del no se agrupaban en el mismo grupo que el Jianghuai del Este, mientras el mandarín sepntentrional y meridional eran supuestamente parientes "genéticos" del mandarín de Jianghuai.
Jianghuai originalmente incluía al chino hui, pero está actualmente clasificado por separado del Jianghuai.
Jianghuai mandarín comparte una "capa literaria vieja" como un estrato con dialectos del sur, como el minnan, el chino hakka, chino gan, y el dialecto de Hangzhou, que no comparte con el mandarín del Norte. Sino-vietnamita también comparte algunas de estas características. El estrato en Minnan consisten específicamente del grupo Zeng y de Geng grupo "n" y "t" final cuando una "i" inicial está presente.
Un profesor de chino en la Universidad de Rutgers, Richard Vanness Simmons, afirma que el dialecto de Hangzhou, en lugar de ser Wu, ya que se clasificó por Yuen Ren Chao, es un dialecto mandarín estrechamente relacionado con el mandarín Jianghuai. El Hangzhou dialecto se clasifican dentro de Wu. Chao había desarrollado un "Common Wu Silabario" para los dialectos del chino wu. Simmons afirmó que Chao comparó el dialecto de Hangzhou dialecto al silabario del Wu y al mandarín Jianghuai, y le habrían resultado más similitudes al Jianghuai.
Algunas obras de la literatura producida en Yangzhou, como Qingfengzha, una novela, contienen mandarín Jianghuai. La gente en Yangzhou identificados por el dialecto que hablan, los lugareños hablaban el dialecto, a diferencia de peregrinos, que hablaban dialectos como Huizhou o Wu. Esto condujo a la formación de la identidad basado en dialecto. Grandes cantidades de comerciantes de Huizhou vivían en Yangzhou y efectivamente eran responsables de mantener la ciudad a flote.
67 millones de personas hablan Jianghuai mandarín. Algunas características de Jianghua Mandarín incluyen la retención de paradas finales de sílaba del Chino Medio. Al igual que Wu, la parada glotal ha superado la extinta del Chino Medio original p, t, k, y de tres vías lugar contraste también ha ido.
Algunos lingüistas chinos como Ting han afirmado que Jianghuai es principalmente Wu que contiene un superestrato de mandarín.
El lingüista Dan Xu sugirió que Jianghuai mandarín es un intermediario con el mandarín estándar y el dialecto Wu en cuanto a la ocurrencia de posposiciones en dialectos chinos.
La Academia China de Ciencias Sociales estaba detrás de la separación de la chino hui de los dialectos Jianghuai mandarín en 1987.
Hefei, y otros dialectos del mandarín Jianghuai, junto con el Taiyuan y otros dialectos del Jin han pasado por el proceso de una parada glotal reemplazando terminaciones consonantes. Aunque la mayoría de los dialectos del mandarín y el dialecto de Wenzhou con terminaciones del chino Medio han abandonado completamente la parada, así como las p, t, k, en Jianghuai, Jin y Wu les convierten en una parada glotal. Tener un solo tono que entra con una parada glotal es compartida por Jin, mandarín y dialectos de Wu.
Distinciones vocálicas son más comunes en Jianghuai mandarín que en el chino Jin.
El lingüista Mateo Y. Chen señaló que desde las sílabas CVQ que están relacionados con chino medio tonelada IV se conservan en Jianghuai mandarín que la división Jin lomos de mandarín sobre la base de que chino medio tono IV fue preservado en Jin no tenía sentido. Él cuenta que había una razón independiente para dividir Jin del norte de mandarín, ya que tiene un sandhi tono único.
Cuando Jianghuai mandarín y Wu se compararon con los dialectos de la costa sureste de China, se concluyó "que los cambios de tipo cadena en China siguen las mismas reglas generales que se han revelado por Labov para dialectos americanos y británicos en inglés."

### Comparación con otros dialectos del mandarín
El mandarín Jianghuai se relaciona con los otros dialectos del mandarín. El mandarín de Jianghuai pertenece al supergrupo mandarín, y es uno de los ocho subgrupos del mandarín. Los otros siete subgrupos de mandarín son "Noreste, Beijing, Beifang, Jiaoliao, Zhongyuan, Lanyin, Suroeste" Orros lingüistas lo clasifican en: Jin, Jianghuai, Noreste, Norte, y Suroeste como cinco grupos del mandarín. Some linguists use three major groups to classify Mandarin, in total eight subdialects are included in the three major groups, one of which is Jianghuai. Los lingüistas utilizan los reflejos de la categoría tono dejado de clasificar mandarín en sus diversos grupos diferentes. Los grupos más frecuentemente aceptadas incluyen Jianghuai como uno de ellos, siendo el otro centro de las Planicies y el suroeste de mandarín. Otro esquema clasifica Norte, Noroeste, Suroeste, y Jiang-huai Mandarín en 4 grupos de mandarín.
Jianghuai (este) el mandarín y el norte de mandarín no comparten muchas palabras; con frecuencia muchas palabras Jianghuai mandarín no tienen cognados Norte mandarín, además de cognados que existen entre las dos mandarinas tienen múltiples formas.
El dialecto Rugaohua de Jianghuai no sigue la regla sandhi T3 que la mayoría de los otros dialectos mandarín siguen, con T3 estar ausente de ella. Los lingüistas especulan que el dialecto de Beijing también eliminó sandhi T3, pero fue resucitado para moderno mandarín estándar (putonghua).
Nanjing Jianghuai Mandarin ha conservado la parada glotal como una final y separa el tono de entrada a diferencia de dialecto pequinés o mandarín del Suroeste, como el norte de mandarín, que mantiene las iniciales vueltas hacia atrás. En Jianghuai mandarín, no existe el sonido n, se pronuncia como L; Lo contrario ocurrió en el suroeste de mandarín, donde ahora sólo el sonido n está presente mientras L fusionó con él. Norte Mandarin en el otro lado, mantiene ambos n y L separada. Jianghuai, como el norte de mandarín, también separa el sonido F y X en "xu", mientras que en el suroeste de mandarín, X fusionó con f de manera que se pronuncia como "fu". En Jianghuai, ən ha "fusionado" en EN, mientras que lo contrario ha ocurrido en el suroeste de mandarín, Norte mandarín mantiene tanto como sonidos separados.
Las dos finales de ŋ y n son los únicos que existen en dialectos de mandarín. Las últimas paradas fusionaron en una parada glotal en Jianghuai mandarín, mientras que en la mayor parte del suroeste de mandarín que se eliminan por completo, el norte y el noroeste de mandarín han sufrido cambios tanto en sus variedades de dialectos. Nanjing mandarín es una excepción a la ocurrencia normal de los medials i, y, y u en mandarín, junto con es este de Shanxi y algunos suroeste dialectos mandarín.
Los verbos que significan dar a funcionar como un marcador pasivo agente o una construcción disposición objeto directo marcador en el Zhongyuan, Jianghuai, y el suroeste de mandarín. Esto también es compartida por el grammatization de gei (给) en mandarín estándar, ya que los cuatro son dialectos mandarín.
Cuando los chinos se sometieron a escuchar a varios dialectos como el norte de mandarín (Yantai dialecto), el mandarín estándar (putonghua), y Jianghuai mandarín (Rugao dialecto de Jiangsu), las diferencias "dialectales cruciales" aparecieron en sus reacciones.

## Prominencia
Jianghuai mandarín fue posiblemente el tono natal del emperador fundador de la dinastía Ming, Zhu Yuanzhang y muchos de sus militares y funcionarios civiles.
El "Guanhua koiné" de la era Ming temprana se basó en Jianghuai Guanhua (Jianghuai mandarín). Misioneros occidentales y coreanos Hangul escritos del Ming y Nanjing Guanhua dialecto mostraron diferencias, que apuntaban a la Guanhua ser una koiné y mezcla de diversos dialectos fuertemente basado en Jianghuai.
En el "Dicionário Português-Chinês" de Matteo Ricci, las palabras en este diccionario documentan la dinastía Ming mandarín. Un número de palabras parecía derivarse de Jianghuai dialecto mandarín, como "pera, azufaifo, camisa, hacha, azada, alegre, a hablar, a negociar, a saber, de orinar, para construir una casa, ocupado, y sin embargo no ".
Algunos lingüistas han estudiado la influencia que Nanjing Jianghuai mandarín tenía en la dinastía Ming Guanhua/mandarín. Aunque principios de la dinastía Ming mandarín / Guanhua era una koiné basado en Nanjing dialecto, no fue del todo idéntica a ella, con algunas características no Jianghuai se encuentran en ella. Francisco Varo recomendaba que aprender chino debe ser adquirirlo desde "no cualquier chino, sólo aquellos que tienen el don natural de hablar el idioma mandarín, así como aquellos nativos del rey Provincia de Nan, y de otras provincias donde la lengua mandarín se habla bien.
Jianghuai mandarín, junto con dialecto pequinés, formó el estándar para el Baihua antes y durante la dinastía Qing arriba hasta su sustitución por el moderno mandarín estándar. Este Baihua fue utilizado por los escritores de toda China, independientemente del dialecto que hablaban. Escritores chinos que hablaban otros dialectos tuvieron que usar la gramática y el vocabulario de Jianghuai y el norte de mandarín para que la mayoría de los chinos para entender su escritura, por el contrario, el chino que no hablaban dialectos del sur no sería capaz de entender la escritura de un dialecto del sur .
Jianghuai también influyó en el dialecto pequinés. El dialecto de Beijing no sólo fue influenciado por diversos dialectos del norte, sino también de Jianghuai.
El dialecto también se ha utilizado como una herramienta para identitity y la política regional en el Jiangbei y Jiangnan regiones. Mientras que la ciudad de Yangzhou fue el centro del comercio, floreciente y próspera, se consideró parte de Jiangnan, que fue conocido por ser rico, a pesar de Yangzhou estaba al norte del río Yangzi. Una vez que la riqueza y la prosperidad de Yangzhou se habían ido, entonces fue considerado como parte de Jiangbei, el "remanso". Después de Yangzhou fue retirado de Jiangnan, sus habitantes decidieron ya no hablan Jianghuai mandarín, que era el dialecto de Yangzhou. En su lugar, reemplazadas Mandarín con Wu y hablaron dialectos Taihu Wu. En sí Jiangnan, múltiples subdialectos de Wu lucharon por la posición del dialecto de prestigio.

## Historia y expansión
La evidencia de la época de la dinastía Han del Este sugiere los dialectos meridionales incluido el Jianghuai.
Durante la dinastía Han, el Antiguo Chino se dividió en dialectos, uno de ellos se llamaba "Chǔ-Jiang-Huai", 憐 lián significaba "amor" en este dialecto.
El dialecto original de Nanjing fue el dialecto chino de Jin del Este. Después del levantamiento Wu Hu el Emperador Jin y muchos chinos del norte huyeron hacia el sur. La nueva capital de Jin del Este fue creada en Jiankang, donde hoy en día el Nanjing es hoy, fue durante este tiempo que el dialecto de Nanjing comenzó a transformarse en Jianghuai del mandarín desde el Wu. Otros eventos, tales como las rebeliones de Hou Jing durante la dinastía Liang y la invasión dinastía Sui de la dinastía Chen resultó en la destrucción de Jiankang, durante la dinastía Ming, Ming Taizu sureños reubicados desde abajo Yangzi e hicieron Nanjing la capital, y durante el Rebelión Taiping, los rebeldes Taiping se apoderó de Nanjing y la convirtió en la capital de los Taiping Unido, los combates resultó en la pérdida de la población de Nanjing. Estos eventos jugaron en papel en la formación del dialecto de Nanjing de hoy.
Los inmigrantes procedentes del norte de China durante la mitad de la dinastía Song se trasladaron al sur, con lo que un tipo de discurso desde que el norte de Wu y Jianghuai patrones de lectura ambos derivan de estos inmigrantes del norte casi totalmente se hizo cargo de los habitantes originales de la orilla norte del Yangtze. El Jianghuai, al igual que otros dialectos del chino tiene dos formas de pronunciar palabras, el Bai (común, vulgar), y el Wen (literaria), las formas Bai parecen preservar las formas más antiguas de expresión que data de antes de la migración en masa en la dinastía Song que trajo en la pronunciación wen.
Durante la dinastía Ming Wu los hablantes se trasladaron a Jianghuai regiones de habla, que influyen en los dialectos Tairu y Tongtai de Jianghuai.
En las dinastías Ming y Qing los glablantes de Jianghuai se trasladaron a áreas dialectales Hui.
Jianghuai mandarín supera ahora mismo al chino Wu como lengua de varios condados en Jiangsu. Un ejemplo de esto es Zaicheng en el Condado de Lishui, tanto Jianghuai y como Wu se hablan en varias ciudades de Lishui, con Wu siendo hablado por la mayor cantidad de personas en más ciudades que Jianghuai. El dialecto Wu se llama "vieja Zaicheng Voz", mientras Jianghuai dialecto se llama "nuevo discurso Zaicheng", con el idioma Wu siendo conducido rápidamente a la extinción. Sólo las personas mayores lo utilizan para hablar con los familiares. El dialecto Jianghuai estaba presente allí desde cerca de un siglo, a pesar de que todas las áreas circundantes alrededor de la ciudad están hablando Wu. Jianghuai se limitó siempre dentro de la propia ciudad hasta los años 60, en la actualidad se está superando al Wu.

## Subdialectos

Tong-Tai: Nantong-Taizhou
Hongchao E: Huai'an-Yangzhou
Hongchao O: Nankín-Hefei
Huang-Xiao: Huanggang-Xiaogan

Se divide en tres ramas principales, con varias subramas:
- Dialectos Hongchao 洪巢片
La rama más grande y más extendida de Jianghuai mandarín, concentrada principalmente en Jiangsu y Anhui, con las minorías más pequeñas en la provincia de Zhejiang. Se divide en los dialectos Huai occidental y los dialectos Huai del Este, con los dialectos Huai occidental es la más numerosa de las dos.
  - Dialectos Huai occidentales 淮西話, también conocidos como dialectos Linglu 寧廬方言
    - Dialecto de Hefei 合肥話
    - Dialecto de Nanjing 南京話[69]

  - Dialectos Huai orientales 淮東話
    - Dialecto de Yangzhou 揚州話[70]
    - Dialecto de Zhenjiang 鎮江話

- Dialectos Tong-Tai 通泰片, también conocido como dialecto Tairu 泰如片[12] 
Mayormente se habla en la zona del sur de Yancheng, Nore de Nantong; ciudades de la provincia de Jiangsu.
  - Dialecto de Nantong 南通話

- Dialectos Huangxiao 黃孝片
Mayormente hablado en el este de la provincia de Hubei y Jiangxi norte, especialmente el área alrededor de Jiujiang.
  - Dialecto de Xiaogan 孝感話

- Aislados
  - Junjiahua 軍家話  - Una variedad de Jianghuai mandarín trajo a Hainan y el resto de la costa sudeste de China durante la dinastía Ming por soldados de Jiangsu, Anhui y Henan durante el reinado de emperador de Hongwu. Mayormente hablado en pequeñas bolsas en todo Guangdong, Guangxi, Hainan y Fujian provincias.

De colocación claro en la clasificación anterior:
Los dialectos Wuchang, Wuhan, y Tianmen se hablan alrededor de los lagos Chang-Jiang.
Dialecto de Taixing. Taixing dialecto utiliza el carácter "na" para "la construcción de eliminación".
Dialecto de Anqing.
Dialecto de Tongcheng (桐城话)
"Tongdao, Ningyuan, Longshan, Yizhang, Zhijiang" son también todos dialectos del Jianghuai mandarín.